# Festivus
Festivus é um feriado secular celebrado em 23 de dezembro. Foi criado pelo escritor Daniel O'Keefe e introduzido à cultura popular por seu filho Dan O'Keefe, roteirista do seriado de TV Seinfeld como parte de um enredo cômico do programa. A celebração do evento, como demonstrada em Seinfeld, inclui um poste de alumínio sem enfeites, práticas como "Exibição de Desgostos" e "Demonstração de Força", e a definição de eventos corriqueiros como sendo "milagres Festivus".
Celebrantes do feriado por vezes referem-se a ele como sendo "Festivus para o resto de nós", dito tirado das tradições da família O'Keefe e popularizado no episódio "The Strike", da nona temporada de Seinfeld, para descrever o Festivus como uma "outra maneira" de celebrar as festas de fim de ano sem se envolver em suas pressões e comercialismo.

## História
O Festivus foi concebido pelo autor e editor Daniel O'Keefe, pai do escritor de televisão Dan O'Keefe, e foi celebrado por sua família já em 1966. Embora a palavra latina fēstīvus signifique "excelente, jovial, animado", e deriva de fēstus, que significa "alegre; feriado, dia de festa", Festivus neste sentido foi cunhado pelo mais velho O'Keefe. Segundo ele, o nome “simplesmente surgiu na minha cabeça”. Na tradição original de O'Keefe, o feriado aconteceria para comemorar o aniversário do primeiro encontro de Daniel O'Keefe com sua futura esposa, Deborah. A frase "um Festivus para o resto de nós" referia-se originalmente aos que permaneceram após a morte da mãe do mais velho O'Keefe, Jeanette, em 1976; isto é, o “resto de nós” são os vivos, em oposição aos mortos.
Em 1982, Daniel O'Keefe escreveu um livro, Stolen Lightning: The Social Theory of Magic, que trata do ritual idiossincrático e seu significado social, um tema relevante para a tradição do Festivus.
Agora é comemorado em 23 de dezembro, conforme retratado no episódio Seinfeld escrito pelo jovem O'Keefe.

### Seinfeld
O episódio de Seinfeld que apresentava o Festivus foi intitulado " The Strike ", embora O'Keefe observe que os escritores mais tarde desejaram tê-lo chamado de "The Festivus". Foi transmitido pela primeira vez em 18 de dezembro de 1997. A trama gira em torno de Cosmo Kramer (Michael Richards) retornando ao trabalho em seu antigo emprego, a H&H Bagels. Enquanto janta no Monk's Restaurant, enquanto George Costanza (Jason Alexander) abre sua correspondência, ele recebe um cartão de seu pai dizendo: "Querido filho, feliz Festivus." Isso leva Jerry Seinfeld e Elaine Benes ( Julia Louis-Dreyfus ) a discutir a criação do Festivus pelo pai de George, apesar de George não querer que isso seja discutido. Kramer então fica interessado em ressuscitar o feriado quando, na loja de bagels, Frank Costanza (Jerry Stiller) lhe conta como criou o Festivus como um feriado alternativo em resposta à comercialização do Natal.
Enquanto isso, George cria cartões de doação para uma instituição de caridade falsa chamada The Human Fund (com o slogan "Dinheiro para Pessoas") em vez de dar presentes de Natal ao escritório. Quando seu chefe, Sr. Kruger (Daniel von Bargen), questiona George sobre um cheque de US$ 20 000 que ele deu a George para doar ao Fundo Humano como uma doação corporativa, George inventa apressadamente a desculpa de que criou o Fundo Humano porque temia perseguição por suas crenças, de celebrar o Festivus em vez do Natal. Tentando pagar seu blefe, Kruger vai para casa com George para ver o Festivus em ação.
Kramer finalmente volta à greve de seu trabalho como vendedor de bagels quando seu gerente lhe diz que ele não pode tirar folga no dia 23 de dezembro para comemorar seu novo feriado. Kramer é então visto na calçada fazendo piquete na H&H Bagels, carregando uma placa que diz "Festivus sim! Bagels não!" e gritando para qualquer um que passasse pela loja: "Ei! Sem bagel, sem bagel, sem bagel..."
Finalmente, na casa de Frank no Queens, Nova York, Jerry, Elaine, Kramer e George se reúnem para celebrar o Festivus. George traz Kruger para provar que o Festivus é "muito real".
O'Keefe inicialmente relutou em inserir a tradição de sua família neste episódio, mas quando os produtores executivos Alec Berg e Jeff Schaffer souberam do feriado bizarro através do irmão de O'Keefe, ficaram curiosos, depois entusiasmados e insistiram que o feriado tivesse um lugar no episódio. Schaffer refletiu mais tarde: "Esse é o problema com as histórias de Seinfeld, as reais são sempre as melhores. Às vezes, há uma nuance na realidade que é simplesmente perfeita. Poderíamos ter ficado sentados em uma sala por um bilhão de anos e nunca teríamos feito as pazes. Festivus. É louco e hilário e tão engraçado e tão perturbador. É incrível."